# Cătălin Chirilă
Cătălin Maxim Chirilă (n. 11 mai 1998, Tulcea, România) este un canoist român, legitimat la CSA Steaua București.
Este campion mondial și european C1-1000 m și vicecampion mondial C1-500 m. A participat la Jocurile Olimpice de vară din 2020 și 2024.

## Date biografice
Cătălin Maxim Chirilă s-a născut în Tulcea, județul Tulcea și a copilărit în Sarichioi (județul Tulcea), o comună unde trăiește cea mai mare comunitate de ruși lipoveni din România. La Sarichioi a absolvit primele șapte clase, iar clasa a VIII-a a terminat-o la Colegiul „Anghel Saligny” din Tulcea. Studiile liceale le-a făcut la Liceul Teoretic „Ion Creangă”, specializarea – Instructor sportiv.
Cătălin Chirilă și-a început ucenicia pe lacul Ciuperca în 2012 și a activat ca junior la Clubul Sportiv Municipal „Danubiu” din Tulcea.
În copilărie, Cătălin Chirilă obișnuia să meargă cu bunica lui la biserică și să iasă la pescuit pe malul lacului Razelm.
În timpul liber și de sărbători mari, Cătălin Chirilă cântă în corul bisericii Sf. Vasile cel Mare din comuna Sarichioi. Idolul și modelul lui Cătălin Chirilă este Ivan Patzaichin.

## Cariera profesională
Cătălin Chirilă este campion mondial și european C1-1000 m și vicecampion mondial C1-500 m. În octombrie 2019, a fost inclus în „Samurai 2020”, programul de asistență specială a sportivilor cu potențial de a obține medalii la cea de a XXXII-a ediției de vară a JO Tokyo 2020. În cursa de C2-1000 m a obținut locul 5 și în cursa de C1-1000 m s-a clasat pe locul 11.
În 2022, la Campionatele Mondiale de kaiac-canoe de la Halifax, din Canada, a cucerit prima medalie la canoe pentru România după cinci ani, argint la C1 – 500 m, și primul aur pentru România după 36 de ani la C1 – 1000 m. În 1986, Aurel Macarencu cucerise ultimul aur mondial la canoe pentru România la C1 – 1000 m.
În 2024, el a devenit din nou campion european. La Jocurile Olimpice de la Paris a ocupat locul 9 în proba de C-1 1000 m.

## Palmares

#### 2014 (CSM Danubiu Tulcea)
- Campionatul Național de Juniori Viteză, Bascov, România: locul I (C4-1000m), locul II (C2-200m)

#### 2015 (CSM Danubiu Tulcea, CSA Steaua București)
- Campionatul Mondial de Juniori și Tineret, Montemor-o-Velho, Portugalia: locul IV (C4-500m)
- Campionatul Național de Juniori Fond, Bascov, România: locul II (C1-4000m)
- Campionatul Național de Juniori Viteză, Bascov, România: locul II (C2-1000m)

#### 2016 (CSM Danubiu Tulcea, CSA Steaua București)
- Campionatul Mondial de Juniori și Tineret, Minsk, Belarus: locul I (C4-500m), locul II (C1-1000m), locul IV (C2-1000m)
- Campionatul European de Juniori și Tineret, Plovdiv, Bulgaria: locul I (C4-500m), locul II (C1-1000m), locul II (C2-1000m)
- Campionatul Național de Seniori Viteză, Bascov, România: locul I (C1-1000m), locul III (C2-1000m), locul III (C4-1000m)
- Campionatul Național de Tineret, Bascov, România: locul II (C1-1000m)
- Campionatul Național de Juniori Fond, Bascov, România: locul I (C1-1000m), locul I (C2-1000m), locul I (C1-4000m)
- Campionatul Național de Juniori Viteză, Bascov, România: locul I (C1-1000m), locul I (C2-1000m)
- Regata Internațională Bascov, România: locul I (C1-1000m), locul I (C2-1000m)

#### 2017 (CSA Steaua București)
- Campionatul Mondial de Seniori, Racice, Cehia: locul V (C4-1000m)
- Campionatul European de Seniori, Plovdiv, Bulgaria: locul V (C4-500m)
- Campionatul Mondial de Juniori și Tineret, Bascov, România: locul II (C2-500m), locul V (C2-1000m)
- Campionatul European de Juniori și Tineret, Belgrad, Serbia: locul I (C2-1000m), locul V (C2-500m)
- Campionatul Național de Seniori Viteză, Bascov, România: locul I (C4-1000m), locul I (C2-1000m), locul II (C2-500m);
- Campionatul Național de Tineret, Bascov, România: locul II (C1-1000m), locul I (C1-1000m), locul II (C1-200m)
- Regata Internațională Bascov, România: locul II (C1-1000m), locul I (C2-1000m)

#### 2018 (CSA Steaua București)
- Campionatul Mondial de Seniori, Montemor-o-Velho, Portugalia: locul V (C4-500m)
- Campionatul European de Seniori, Belgrad, Serbia: locul V (C4-500m)
- Campionatul Mondial de Juniori și Tineret, Plovdiv, Bulgaria: locul II (C2-1000m), locul III (C2-500m)
- Campionatul European de Juniori și Tineret, Auronzo, Italia: locul I (C2-1000m), locul V (C2-500m)
- Campionatul National de Seniori Viteză, Bascov, România: locul I (C4-500m), locul I (C2-1000m), locul II (C1-1000m)
- Cupa Romaniei de Seniori, Bascov, România: locul III (C1-500m)
- Campionatul Național de Tineret, Bascov, România: locul II (C1-1000m)

#### 2019 (CSA Steaua București)
- Jocurile Europene, Minsk, Belarus: locul I (C2-1000m)
- Campionatul Mondial, Szeged, Ungaria: locul V (C2-1000m)

#### 2020 (CSA Steaua București)
- Cupa Mondială, Szeged, Ungaria: locul III (C2-1000m), locul II (C2-500m)

#### 2021 (CSA Steaua București)
- Campionatul European, Poznan, Polonia: locul III (C2-1000m), locul VI (C2-500m)
- Jocurile Olimpice 2020, Tokyo, Japonia: locul V (C2-1000m), locul Xl (C1-1000m)

#### 2022 (CSA Steaua București)
- Cupa Mondială 1, Račice, Cehia: locul ll (C1-1000m), locul lll (C1-500m)
- Cupa Mondială 2, Poznan, Polonia: locul ll (C1-1000m), locul ll (C1-500m)
- Campionatul Mondial, Halifax, Canada: locul l (C1-1000m), locul ll (C1-500m)
- Campionatul European, Munchen, Germania: locul l (C1-1000m), locul lll (C1-500m)

## Legături externe
- Cătălin Chirilă la Comitetul Olimpic și Sportiv Român (arhivat)
- en Cătălin Chirilă la Olympedia.org